# Sundanella sibogae
Sundanella sibogae är en mossdjursart. Sundanella sibogae ingår i släktet Sundanella och familjen Cytididae. Inga underarter finns listade i Catalogue of Life.